# Atikamekw de Manawan
Les Atikamekw de Manawan sont une Première Nation Atikamekw du Québec au Canada. Ils vivent principalement dans la communauté atikamekw de Manawan, un lieu habité autochtone située dans Lanaudière. En 2025, ils ont une population inscrite totale de 3 159 membres. Ils sont gouvernés par le Conseil Atikamekw de Manawan et sont affiliés au Conseil de la Nation atikamekw.

## Démographie
Les membres de la Première Nation de Manawan sont des Atikamekw. En octobre 2016, la bande avait une population inscrite totale de 2 892 membres dont 409 vivaient hors réserve. Selon le recensement de 2011 de Statistique Canada, l'âge médian de Manawan est de 19 ans.

## Géographie

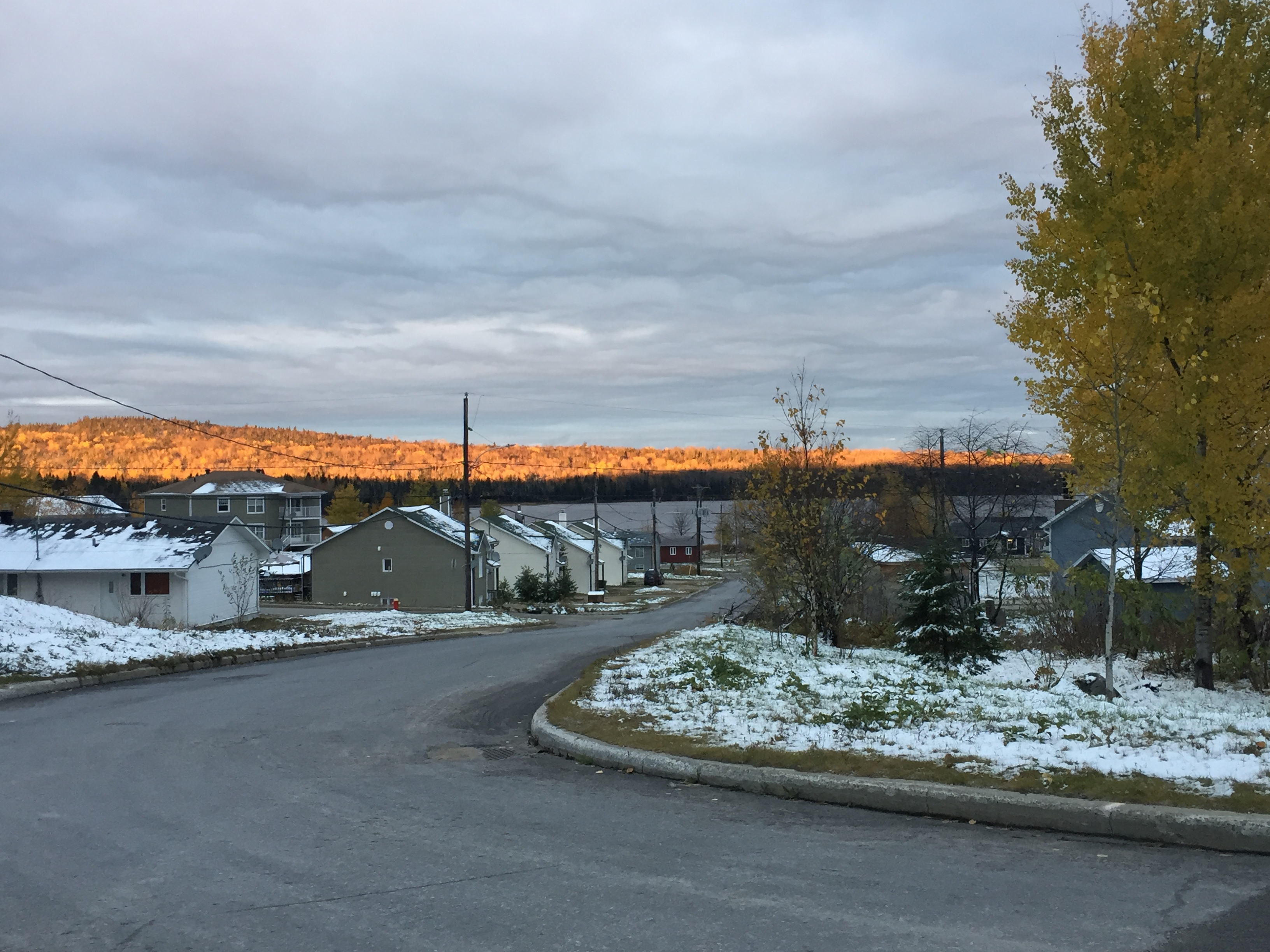
La communauté atikamekw de Manawan en 2016.

Les Atikamekw de Manawan vivent principalement sur la réserve indienne du même nom, Manawan, située dans Lanaudière au Québec à 113 km au nord-est de Mont-Laurier,. Le centre de services situé le plus près est Saint-Michel-des-Saints et la ville importante la plus proche est Montréal.

## Culture
La culture, les traditions et le mode de vie des gens de Manawan sont régis par les six saisons qui déterminent les activités et les déplacements sur le territoire. Dans chaque saison, il y a une activité principale et les lieux de campement diffèrent. Le rapport avec la nature change selon la saison.
| Saisons atikamekws | Traduction française | Mois correspondants | Activités                                                                                       |
| ------------------ | -------------------- | ------------------- | ----------------------------------------------------------------------------------------------- |
| Nipin              | Été                  | Juillet, Août       | Saison du bleuet, de la pêche au filet, chasse au petit gibier, fabrication de panier d'écorce. |
| Takwakin           | Automne              | Septembre, Octobre  | Période de rut de l'orignal, chasse à l'orignal.                                                |
| Pitcipipon         | Pré-Hiver            | Novembre, Décembre  | Saison de la trappe, pose de collet à lièvre, capture du castor à la main.                      |
| Pipon              | Hiver                | Janvier, Février    | Saison de la pêche sous la glace                                                                |
| Sikon              | Pré-Printemps        | Mars, Avril         | Saison du sucre à l'érable                                                                      |
| Miroskamin         | Printemps            | Mai, Juin           | Chasse aux canards et à la perdrix                                                              |

## Langues
Les Atikamekw de Manawan parlent l'atikamekw, une langue de la famille linguistique algonquienne,. En effet, l'atikamekw est connu de tous dans la communauté et constitue la langue de communication courante. Il s'agit de la langue d'enseignement de la pré-maternelle à la troisième année du primaire. Par la suite, l'enseignement se fait en français, qui est la langue seconde parlée par tous les membres de la communauté.[réf. nécessaire]

## Gouvernement
La Première Nation de Manawan est gouvernée par un conseil de bande, nommé le Conseil Atikamekw de Manawan, élu selon un système électoral selon la coutume basé sur la section 11 de la Loi sur les indiens. Pour le mandat de 2014 à 2018, ce conseil est composé du chef Jean-Roch Ottawa et de six conseillers. 
Lors des élections du 13 août 2018, Paul-Émile Ottawa a été élu avec 777 voix contre 378 pour le Chef sortant, Jean-Roch Ottawa. Paul-Émile Ottawa en sera à son cinquième mandat.
| Nom                | Années      |
| ------------------ | ----------- |
| Simon Ottawa       | 1934 à 1964 |
| Isidore Ottawa     | 1964 à 1968 |
| ...                |             |
| Henri Ottawa (atj) | 1982-1987   |
| Jean-Pierre Moar   | 1987-1989   |
| Henri Ottawa       | 198-1997    |
| Jean-Pierre Moar   | 1997-1999   |
| Paul-Émile Ottawa  | 1999-2014   |
| Jean-Roch Ottawa   | 2014-2018   |
| Paul-Émile Ottawa  | 2018-2022   |
| Sipi Flamand       | 2022-       |

## Personnalités
- Gilles Ottawa
- Paul-Émile Ottawa
- Marie-Celina Pittikwi (Petiquay), reconnue ayant aidé de nombreuses femmes à accoucher à Manawan[réf. souhaitée]
- Charles Quitish, grand athlète et homme-à-tout-faire, reconnu pour avoir descendu les rapides de Lachine en 1929 et pour avoir participé à la Classique internationale de canot en 1936-37[réf. souhaitée]
- Daniel Ottawa, reconnu pour son intelligence avec les chiffres[réf. souhaitée], il a été également un grand connaisseur de la langue française et anglaise.